# John Ehsa
John Ehsa (Madolenihmw, 20 augustus 1958) is een Micronesisch politicus en sinds 14 januari 2008 gouverneur van Pohnpei.

## Biografie
Ehsa werkte van juni 1996 tot augustus 2003 als secretaris van de Micronesische minister van Financiën en Administratie. Daarna werd hij mede-directeur bij de JCN voor de Verenigde Staten van september 2003 tot augustus 2004. Ook werkte hij nog als directeur van Administratie van het Congress of the Federated States of Micronesia van augustus 2004 to augustus 2006. Vanaf 14 januari 2008 is Ehsa de gouverneur van Pohnpei. Zijn luitenant-gouverneur is Churchill B. Edward.
Ehsa studeerde aan de Xavier High School in 1975. 

## Privéleven
Ehsa is getrouwd met Julinida Weital. Hij heeft met haar vijf zoons en vijf dochters. 